# Вон-Орми
Вон-Орми (англ. Von Ormy/vɒn ˈɔːrmi/ Шаблон:Respell) —  город на юго-западе округа Бэр, штат Техас, США.
Население города, по данным переписи на 2020 год, составляет 1174 человека.
Город был известен как Вон-Орми с конца 1880-х годов. До 1880 года община была известна как "Перекресток Манна", "Перекресток Гарсы", "Перекресток Медины", и "Пасео-де-лас-Гарсас". Бывшие поселения Кирк и Бэр были поглощены Вон-Орми к началу 1900-х годов.

## География
Город Вон-Орми расположен вдоль реки  Медина , на пересечении исторического Верхнего Ларедо-Камино-Реаль. В настоящее время город пересекает межштатная автомагистраль 35, въезд осуществляется с съездов 140 и 141. I-35 ведет на 15 миль (24 км) к северо-востоку от центра Сан-Антонио и на 143 мили (230 км) к юго-западу от Ларедо.

## История

### Ранняя история
Археологические находки показывают, что Вон-Орми был постоянно населен людьми примерно в течение 8000 лет. Испанские исследователи столкнулись с племенами пайайя, Пастиа и других индейцев племени коауильтекан, живших в районе современного Вон-Орми. В 18 веке липанские апачи и команчи вытеснили более ранние коренные народы вдоль долины реки Медина. Сама река и ее притоки были источником пищи, кремня и других ресурсов, которые привлекали туземцев на свои берега.
Европейские поселенцы, первоначально францисканские миссионеры, а также испанские солдаты и метисы, прибыли в регион в начале 18 века, намереваясь подчинить себе туземцев и обратить их в свою веру. Вскоре после этого прибыли жители Канарских островов, чтобы заселить близлежащий город Бежар (современный Сан-Антонио). Они начали разводить крупный рогатый скот вдоль реки Медина и были вовлечены в торговлю скотом между испанской Луизианой и Южным Техасом. Заметными среди них были семьи Руис, Перес, Наварро, Эрнандес и Касильяс. Мануэль Руис де Песиа основал самое раннее известное скотоводческое ранчо в современном Вон-Орми в середине 1760-х годов. В 1809 году Игнасио Перес получил огромный земельный надел к югу от реки Медина. На месте нынешнего замка Вон-Орми был построен комплекс ранчо. В 1813 году, во время мексиканской войны за независимость, неподалеку произошла битва при Медине. Антонио Лопес де Санта-Анна служил лейтенантом и познакомился с местностью во время этой кампании. В 1827 году Блас Мария Эррера, вступивший в брак с семьей Руис, основал со своей женой первое постоянное поселение в этом районе. Ранние записи о вон-ормианах можно найти в записях о крещении, погребении и браке миссии Сан-Хосе и миссии Эспада; обычно они указаны как живущие "в Медине" или просто "Медина". К началу 19 века Вон Орми был устоявшейся общиной, служившей пунктом пересечения Медины вдоль реки Камино-Реаль.

### Техасская революция
Во время войны за независимость Техаса Санта-Анна (ныне президент Мексики и главнокомандующий) разбил лагерь на месте будущего города, прежде чем совершить свой последний марш на Аламо. Это место отмечено "дубом Санта-Анны", большим живым дубом, под которым генерал разбил лагерь. Диаметр дерева у основания составляет 12 футов(366 см), и, по оценкам UTSA, ему более 600 лет. В настоящее время на этом месте расположен курорт на реке Аламо, парк кемпингов и рыбалки. В 2:00 ночи 16 июня 2021 года дерево развалилось на 3 разные части.
Блас Мария Эррера, которого иногда называют "Полом Ревиром из Техаса", проехал верхом на лошади из Ларедо в Сан-Антонио, чтобы предупредить город о приближении Санта-Анны. Среди других местных жителей, служивших в техасской армии: Бернардиндо Руис, Хосе Мария Руис, Хемергильдо Руис, Хуан Касильяс и Хуан Мартинес. Игнасио Перес остался верен Мексике.

### Республика Техас и ранняя государственность
После войны двери в Аламо были перевезены на ранчо Эррера, где они оставались до 1984 года, когда Дочери Республики Техас вернули их в техасский храм во время реставрации Аламо. Историческое семейное кладбище Руис-Эррера было основано вскоре после войны и является местом захоронения Бласа Эрреры, а также Франсиско Антонио Руиса, который был алькальдом, или мэром, Сан-Антонио во время осады Аламо.
Республика Техас начала выдавать перекрывающиеся права собственности на землю ветеранам Техаса по гранту Игнасио Переса от 1809 года. В конечном итоге это привело к серии судебных разбирательств, в результате которых семья Перес лишилась своей земли.
Во времена Республики Техас ранчо вдоль Медины начали процветать. Первая католическая церковь в Вон Орми была основана на ранчо Бласа Эрреры между 1836 и 1841 годами. В 1866 году он был перестроен епископом Галвестонским Одином как миссия Сантисима Тринидад и располагался у переправы Гарса на реке Медина. Руины церкви можно увидеть и сегодня, а историческое кладбище размывается рекой.
В 1850-х годах Мигель де ла Гарса управлял паромом через реку Медина на ранчо Эррера. В это время город стал известен как перекресток Гарсы или Пасо-де-лас-Гарсас.

### Гражданская война и восстановление
Настроения в отношении отделения в этом районе были неоднозначными. Вон Орми в 1861 году был заселен в основном немецкими и мексиканскими католиками, которые в основном выступали против отделения и поддерживали кандидатуру Сэма Хьюстона от Союза демократов. В 1861 году местные жители организовали кавалерийскую роту, известную как гвардия Медины. Отражая местное население, оно примерно наполовину состояло из техано и наполовину из англо-немцев. Почти все гвардейцы Медины были переведены во 2-й Техасский кавалерийский полк, когда их подразделение было преобразовано в пехотное подразделение. Они видели действия в Нью-Мексиканском театре военных действий, включая битву на перевале Глориета. Рота войск штата Техас во время войны постоянно стояла лагерем в Вон-Орми для патрулирования и защиты Сан-Антонио от набегов команчей.
Незадолго до Гражданской войны купец из Сан-Антонио — Енох Джонс, который в то время был самым богатым человеком в Техасе, приобрел один из перекрывающихся земельных участков на южном берегу реки Медина. Там он построил укрепленный дом на ранчо, примыкающий к старой гасиенде Игнасио Переса, известной как "Замок в Медине". Джонс выступал против отделения и считал, что его политические взгляды повредят продажам в его универсальном магазине на Мэйн-Плаза, поэтому он продал его и посвятил остаток своей жизни строительству замка в Медине. Он умер в 1863 году, и вскоре после этого его поместье обанкротилось. Большая часть земли в районе Вон-Орми была продана, чтобы расплатиться с долгами, но Элизабет Джонс и ее сестра жили в замке до середины 1880-х годов.
После войны Вон Орми стал центром торговли, поскольку Север испытывал нехватку говядины. Перегоны скота, начавшиеся в Южном Техасе, привлекли новую волну иммигрантов из северной Мексики, которая в то время переживала свою собственную войну. Такие семьи, как Флорес, Вара и Рейес, прибыли в эту эпоху из Коауилы, первоначально в качестве ковбоев и работников ранчо.
Городское почтовое отделение открылось как "Перекресток Гарзы" 16 января 1872 года под руководством почтмейстера Уильяма Г. М. Сэмюэля. Он был закрыт 7 мая 1874 года, но восстановлен 10 июня 1875 года при новом начальнике почты Роберте Дж. Сиберте. Она была вновь прекращена 16 августа 1875 года. 14 января 1879 года было вновь открыто новое почтовое отделение под названием "Перекресток Манна" с почтмейстером Антоном Ф. Краузе. Это тоже было закрыто (9 ноября 1880 года). Он был вновь восстановлен под руководством почтмейстера Брэнсона Байуотера 13 сентября 1886 года. 4 декабря 1886 года почтовое отделение изменило свое название на "Вон-Орми", которое с тех пор осталось обозначением города.
Члены семьи Руиз участвовали в организации Республиканской партии округа Бэр вместе с другими бывшими союзными демократами, членами армии оккупационного союза и техасскими вольноотпущенниками. Рафаэль Кинтана прибыл в этот район после Гражданской войны в качестве лидера группы в армии Союза. Он служил городским казначеем Сан-Антонио в последние дни гражданской войны.

### Джим Кроу и позолоченный век
Окончание реконструкции восстановило расово обусловленный порядок в Сан-Антонио. Многие ведущие семьи Теджано покинули город и переехали на свои сельские ранчо, чтобы избежать дискриминации и враждебности в городе.
Рафаэль Кинтана переехал в Вон-Орми, где был избран мировым судьей, а затем окружным комиссаром. В эту раннюю эпоху постперестроечных законов Джим Кроу был единственным испаноязычным судьей и комиссаром в округе Бэр. Он основал суд вдоль железнодорожной линии в Вон-Орми, который вскоре стал центром города.
В 1886 году "замок" был продан графу Норберту фон Ормею, графу Австро-Венгерской империи, в честь которого и был назван город. Граф фон Ормей прибыл со своей женой и слугами из Пруссии в начале 1880-х годов. Он зарегистрировал торговую марку крупного рогатого скота в здании суда округа Бэр, и его часто цитировали на странице светских сплетен San Antonio Evening Light. Много лет спустя в Бразилии появился его сын. Замок был продан гостиничному магнату Т.Б. Бейкеру.
Международная Великая северная железная дорога построила железнодорожную линию на западной окраине ранчо Франсиско А. Руиса в 1886 году и переименовала город в "станцию Медина". К 1900 году железная дорога снова использовала название "Вон Орми". В течение следующих нескольких десятилетий население Гарза-Кроссинга переместилось ближе к железнодорожной линии.
В январе 1906 года компанией International–Great Northern Railroad был построен первый стальной мост через реку Медина в Вон Орми.
Техасский рейнджер и судья У. Г.М. Сэмюэл, который в последние годы жизни жил в Вон-Орми, часто цитировался в местных газетах как утверждающий, что последнее крупное сражение с индейцами в округе Бэр произошло в Вон-Орми.
В 1900-х годах в городе был построен туберкулезный санаторий "Коттедж Вон Орми".
Школа Вон Орми действовала с начала 1900-х годов до 1956 года, когда она закрылась после создания Юго-Западного независимого школьного округа.
В 1914 году в городе было две бакалейные лавки, универсальный магазин, хлопкоочистительный завод, а население составляло 350 человек.

### Ураган 1919 года
Церковь Сантисима Тринидад была смыта Сильным ураганом 1919 года, и францисканские миссионеры построили новую церковь в 1910-х годах примерно в миле вверх по течению вдоль пересечения реки Медина с шоссе Нью-Ларедо. Несмотря на многочисленные протесты местных жителей, эта старая каменная церковь была разрушена, когда в 1930-х годах шоссе Ларедо было расширено для создания трассы США 81 (ныне Межштатная автомагистраль 35). Нынешняя церковь была построена в 1960-х годах и переименована в Святое сердце Иисуса.

### Регистрация
Летом 2006 года группа жителей Вон Орми организовала серию общественных собраний в Вон Орми, посвященных будущему общины, отсутствию основных государственных услуг и возможным решениям этих проблем. Участники этих трех встреч выразили поддержку созданию города Вон Орми. Чтобы реализовать это желание сообщества, был организован Комитет по инкорпорации Вон Орми
с
С
английского:
CIVO подала необходимую петицию  (в го)род Сан-Антонио, чтобы разрешить проведение выборов для инкорпорации в рамках своей экстерриториальной юрисдикции. После серии переговоров с департаментом планирования города Сан-Антонио 15 августа 2007 года в петицию были внесены поправки, отражающие согласованные границы города. Вон-Орми получил одобрение комиссии по планированию 23 января 2008 года. 31 января 2008 года городской совет Сан-Антонио принял резолюцию, разрешающую Вон-Орми провести выборы по инкорпорации. 10 мая 2008 года избиратели одобрили предложение о создании города Вон-Орми, набрав 88% голосов.
Инкорпорация Вон Орми была описана жителями как “неудавшийся" либертарианский эксперимент — полицейское управление лишилось аккредитации, добровольная пожарная служба развалилась, три члена городского совета были арестованы, а мэр Трина Рейес подала в отставку со словами: "Это одна из худших вещей, которые я когда-либо делала”.

### Город Вон Орми
В 2008 году Арт Мартинес де Вара стал первым мэром Вон Орми, став одним из самых молодых мэров в Соединенных Штатах. Он Вон-ормианец в шестом поколении.
Правление Мартинеса де Вары примечательно четырьмя последовательными ежегодными сокращениями налогов на 10% каждое. Образование города Вон Орми стимулировало движение по созданию пригородных городов в Южном Техасе.
В 2010 году телеведущий Крис Марроу был назначен помощником муниципального судьи Вон Орми.

### Вон Орми сегодня
Вон Орми был родиной многообещающей киноиндустрии Южного Техаса, сосредоточенной вокруг кинокомиссии Вон Орми. В 2013 году San Antonio Express News объявила Вон Орми "Столицей фермерского кино Южного Техаса". По состоянию на 2020 год кинокомиссия Вон Орми была распущена и больше не действует.
Согласно интервью с мэром Салли Мартинес в 2019 году, значительная часть городского правительства финансируется за счет доходов от ограничения скорости на I-35.

## Демография
| Раса                                                    | Число | Процент |
| ------------------------------------------------------- | ----- | ------- |
| White (NH) (белые)                                      | 125   | 10.65%  |
| Black or African American (NH) (афроамереканцы)         | 5     | 0.43%   |
| Native American or Alaska Native (NH) (коренные жители) | 2     | 0.17%   |
| Asian (NH) (азиаты)                                     | 3     | 0.26%   |
| Some Other Race (NH) (другие расы)                      | 5     | 0.43%   |
| Mixed/Multi-Racial (NH) смешанные)                      | 4     | 0.34%   |
| Hispanic or Latino (Испаноязычный или латиноамериканец) | 1,030 | 87.73%  |
| Всего                                                   | 1,174 |         |

По данным переписи населения Соединенных Штатов Америки 2020 года, в городе проживало 1174 человека, 262 домохозяйства и 210 семей.
По данным переписи населения Соединенных Штатов 2010 года, в городе проживало 1085 человек, 336 домохозяйств и 236 семей. Расовый состав населения города составлял 70,5% белых (12,9% неиспаноязычных белых), 0,5% коренных американцев, 0,4% афроамериканцев, 0,4% азиатов, 27,1% представителей других рас и 1,2% приходится на две или более рас. Испаноязычные составляли 86,4 % населения независимо от расы.

### Мэры
- Мартинес де Вара — 2008 — май 2015
- Трина Рейес — май 2015 — май 2017
- Салли Мартинес — с мая 2017[5]